# Raul Miguel de Castro
Raul Miguel de Castro (Abrantes, 19 de outubro de 1948) é político português, atual presidente da Câmara Municipal da Batalha. Foi deputado à Assembleia da República na XIV legislatura pelo Partido Socialista, entre 2019 e 2021. Possui uma licenciatura em Administração Publica.
Foi presidente da Câmara Municipal da Batalha (1989-1997), eleito pelo CDS-PP, e também da Câmara Municipal de Leiria (2009-2019), eleito pelo PS.
Em 2021, foi novamente eleito presidente da Câmara Municipal da Batalha pelo Batalha é de Todos - Movimento Independente, contando com o apoio do PS.

## Resultados eleitorais

### Eleições autárquicas

#### Câmara Municipal
| Data | Partido     | Partido           | Concelho | Posição    | Cl.    | Votos          | %              | +/-    | Status                                            | Notas                                                                          |
| ---- | ----------- | ----------------- | -------- | ---------- | ------ | -------------- | -------------- | ------ | ------------------------------------------------- | ------------------------------------------------------------------------------ |
| 1989 |             | CDS               | Batalha  | 1.º (em 7) | 1.º    | 3 544          | 48,10 / 100,00 |        | Eleito                                            | Presidente da Câmara Municipal                                                 |
| 1993 | PP          | 1.º (em 7)        | Batalha  | 1.º        | 3 790  | 47,49 / 100,00 | 0,61           | Eleito | Presidente da Câmara Municipal                    |                                                                                |
| 2005 |             | PS                | Leiria   | 1.º (em 9) | 2.º    | 21 845         | 35,47 / 100,00 |        | Eleito                                            |                                                                                |
| 2009 | 1.º (em 11) | PS                | Leiria   | 1.º        | 29 449 | 44,86 / 100,00 | 9,39           | Eleito | Presidente da Câmara Municipal                    |                                                                                |
| 2013 | 1.º (em 11) | PS                | Leiria   | 1.º        | 26 166 | 46,31 / 100,00 | 1,45           | Eleito | Presidente da Câmara Municipal                    |                                                                                |
| 2017 | 1.º (em 11) | PS                | Leiria   | 1.º        | 33 782 | 54,46 / 100,00 | 8,15           | Eleito | Presidente da Câmara Municipal Renunciou em 2019. |                                                                                |
| 2021 |             | Grupo de Cidadãos | Batalha  | 1.º (em 7) | 1.º    | 4 070          | 46,48 / 100,00 |        | Eleito                                            | Movimento "Batalha é de Todos", apoiado pelo PS Presidente da Câmara Municipal |

### Eleições legislativas
| Data | Partido | Partido | Circulo eleitoral | Posição     | Cl. | Votos  | %              | +/- | Status | Notas              |
| ---- | ------- | ------- | ----------------- | ----------- | --- | ------ | -------------- | --- | ------ | ------------------ |
| 2019 |         | PS      | Leiria            | 1.º (em 10) | 2.º | 69 482 | 31,07 / 100,00 |     | Eleito | Renunciou em 2021. |